# Hagen (Dörnhagen)
Koordinaten: 51° 12′ 59″ N, 9° 30′ 35″ O
Hagen ist eine Wüstung im Süden der Gemarkung von Dörnhagen, dem Verwaltungssitz der Gemeinde Fuldabrück im nordhessischen Landkreis Kassel.

## Geographische Lage
Der Ort befand sich auf etwa 230 m Höhe über NHN auf dem Westhang der Söhre, rund 1,5 km südöstlich von Dörnhagen und 300 m nördlich von Wollrode an der Quelle eines nach Westen zum Schwarzenbach entwässernden Bachs.

## Geschichte
Der Ort wurde 1155 als „Hagon“ erstmals urkundlich erwähnt, als das nahe Kloster Breitenau dort Besitz erhielt, und erscheint in Dokumenten späterer Jahre auch als „Indago“ (lateinisch = Umwehrung, 1289), „Hagin“ (1362) und „Hayn“ (1380). Im Jahre 1289 wird er als „villa“ bezeichnet und gleichzeitig wird ein „Pleban de Indagine“ erwähnt. Ansonsten findet er kaum Aufmerksamkeit in historischen Quellen. Zwar hatten laut Georg Landau die in Züschen ansässigen Herren von Meysenbug im 14. Jahrhundert landgräflich-hessische Lehnsgüter „zu dem Hayne“, aber dabei dürfte es sich eher um die Wüstung Hayn auf dem Johanneskirchenkopf bei Züschen handeln. Letztmals wird der Ort in einer Breitenauer Klosterrechnung von 1460 erwähnt, wobei Hagen zu Dörnhagen gerechnet wurde und somit als Siedlung wohl bereits aufgegeben war.

## Ortsname
Der Ortsname wurzelt in der alten Bezeichnung Hag für ein meist von einer Hecke eingehegtes bzw. eingefriedetes Gelände. Als Ortsname oder Ortsnamensbestandteil sind Hagen und Variationen davon weit verbreitet, sodass Spekulationen über die geographische Zuordnung von Familien dieses Namens – wie z. B. der 1241–1306 in Urkunden der Klöster Hasungen und Haina erwähnten Familie von Hain (de Indagine) – ohne weitere Hinweise sehr gewagt sind.